# Akt unii (1800)
Akt unii (ang. Act of Union 1800, czasem też Acts of Union 1801) – nazwa dla dwóch związanych ze sobą ustaw – Aktu Unii z Irlandią z 1800 uchwalonego przez parlament brytyjski i Aktu Unii 1800 uchwalonego przez parlament Irlandzki. Uchwalone zostały odpowiednio: 2 lipca i 1 sierpnia. Bliźniacze akty łączyły Królestwo Wielkiej Brytanii z Królestwem Irlandii, tworząc Zjednoczone Królestwo Wielkiej Brytanii i Irlandii. Unia weszła w życie 1 stycznia 1801.
Obydwie ustawy, mimo zmian, wciąż obowiązują w Wielkiej Brytanii. W Irlandii natomiast ustawa została unieważniona w 1962.

## Historia
Przed uchwaleniem obydwu aktów Irlandia znajdowała się w unii personalnej z Anglią. Unia personalna trwała od 1541, kiedy parlament irlandzki uchwalił ustawę o Koronie Irlandzkiej (weszła w życie w 1542). Uchwała głosiła, że król Anglii Henryk VIII jest jednocześnie królem Irlandii. W 1603, na mocy dokumentu zwanego Unią Koron, do unii personalnej Anglii i Irlandii dołączyła także Szkocja.
W 1707 Anglia i Szkocja, będące dotychczas oddzielnymi królestwami, które łączyła osoba władcy, przekształciły się w jedno królestwo – Królestwo Wielkiej Brytanii. Irlandia nie weszła w skład Wielkiej Brytanii i według prawa była związana z nim tylko unią personalną.
Pod koniec XVIII wieku Wielka Brytania dążyła do przyłączenia się Irlandii do unii, aby nie dopuścić do jej oderwania się. Obawiano się rozruchów społecznych, narodowych i religijnych. W 1789 we Francji wybuchła Wielka Rewolucja Francuska, która stanowiła inspirację dla społeczeństw innych krajów europejskich. W Irlandii w 1798 również doszło do powstania, wymierzonego przeciw brytyjskiemu panowaniu na wyspie.
Parlament irlandzki, po wiekach podporządkowania parlamentowi angielskiemu, a potem brytyjskiemu, cieszył się w tym czasie dość sporą niezależnością, którą gwarantowała mu ustawa z 1782. Wielu jego członków było niechętnych unii, bojąc się o swoją pozycję. Była to główna przyczyna odrzucenia wcześniejszego projektu z 1799. Brytyjski rząd usilnie starał się, aby mimo wszystko przekonać irlandzkich parlamentarzystów do przyjęcia ustawy o Unii. Tylko anglikanom wolno było zasiadać w parlamencie irlandzkim, zaś społeczeństwo irlandzkie było przede wszystkim katolickie, z liczną grupą prezbiterian w Ulsterze. Wielka Brytania, aby pozyskać katolików dla pomysłu unii, obiecała im równouprawnienie. W 1790 otrzymali oni prawa wyborcze i możliwość zasiadania w parlamencie irlandzkim.
Ostatecznie parlament irlandzki zgodził się na połączenie Wielkiej Brytanii z Irlandią. Powstało Zjednoczone Królestwo Wielkiej Brytanii i Irlandii.

## Flaga
Po wejściu Unii w życie do dotychczasowej flagi Królestwa Wielkiej Brytanii dodano Krzyż Św. Patryka, symbol Irlandii. Tak powstała flaga, której do dziś używa Zjednoczone Królestwo Wielkiej Brytanii i Irlandii Północnej.

## Galeria

wersja oficjalna flagi Zjednoczonego Królestwa Wielkiej Brytanii (opis flagi(inne języki))
flaga św. Patryka / Krzyż św. Patryka (opis flagi(inne języki))
flaga Zjednoczonego Królestwa Wielkiej Brytanii i Irlandii (w latach 1801–1922) oraz Zjednoczonego Królestwa Wielkiej Brytanii i Irlandii Północnej (od 1922 do dziś; opis flagi)
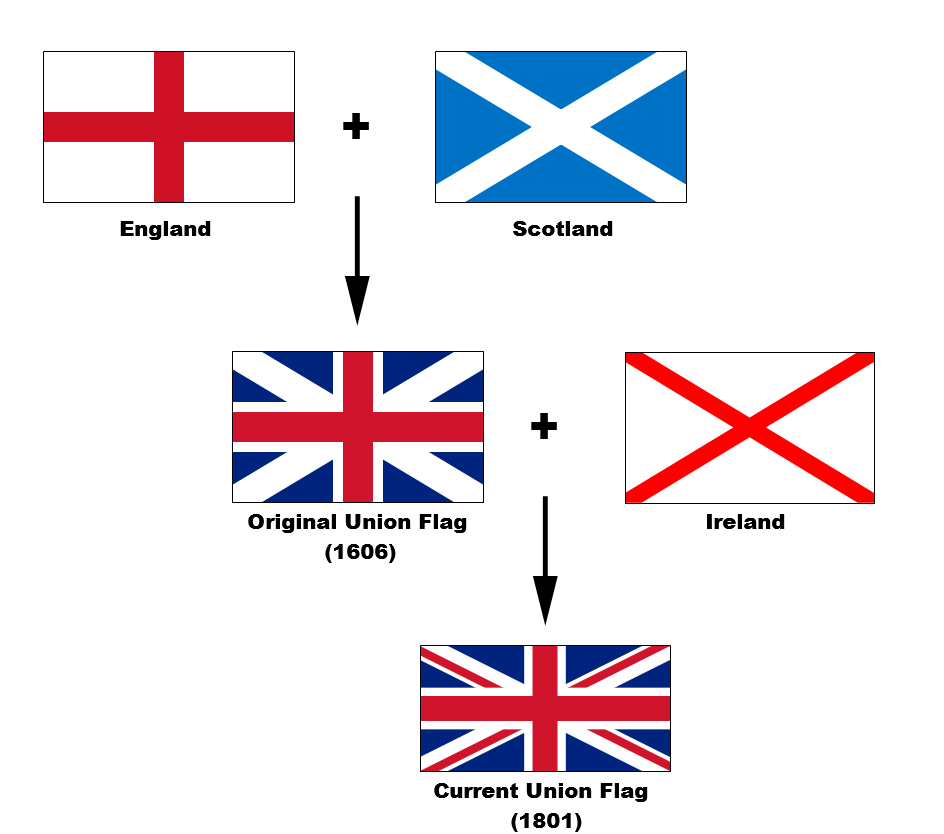
Geneza obecnej wersji flagi Wielkiej Brytanii